# Hiperónimo
En semántica lingüística, se denomina hiperónimo (también conocido como término global, término paraguas o palabra baúl) a aquel término general que puede ser utilizado para referirse a la realidad nombrada por un término más específico. Por ejemplo, ser vivo es hiperónimo para los términos planta y animal (hipónimos).

## Ejemplos
- Psicosis: término que designa al menos nueve diagnósticos diferentes, entre las que se incluye el trastorno bipolar, la esquizofrenia y otros.[2]
- Daltonismo: término que designa la acromatopsia y las diversas formas de discromatopsia por igual.[3]
- Edificio es el hiperónimo de casa, iglesia, almacén, etc.
- Máquina es el hiperónimo de ordenador, lavadora, ascensor, etc.

## Generalidades
Semánticamente, un hiperónimo no posee ningún rasgo semántico, o sema, que no comparta su hipónimo, mientras que este sí posee rasgos semánticos que lo diferencian de aquel.
Por ejemplo, automóvil posee solo los semas [+vehículo], [+con motor] y [+pequeño tamaño], que comparte con descapotable, mientras que descapotable posee además el rasgo [+con capota abatible], que lo diferencia de automóvil.